# Асахикава
Асахикава (јап. 旭川市) град је у Јапану у префектури Хокаидо. Према попису становништва из 2005. у граду је живело 354.988 становника. Други је по величини град Хокаида са 356.203 становника и налази се у његовом центру.
У близини се налази 2.290 m висока планина Асахидаке. Кроз град пролази чак 120 река са оближњих планина. 
Град је комерцијални, индустријски и саобраћајни центар пољопривредног подручја. Економски је значајан по преради дрвета, пиварама, текстилу и по зимском туризму. Град је познат по традиционалној уметности.

## Становништво
Према подацима са пописа, у граду је 2005. године живело 354.988 становника.
| 1995.   | 2000.   | 2005.   |
| ------- | ------- | ------- |
| 360.568 | 359.536 | 354.988 |